# Kreisarchiv Verden
Das Kreisarchiv Verden ist das kommunale Archiv des niedersächsischen Landkreises Verden.
In dem Archiv, das seit 1962 besteht und seit 1988 hauptamtlich geleitet wird, wird das Archivgut des Landkreises und seiner Rechtsvorgänger, des Kreises Achim und des Kreises Verden sowie der Ämter aus hannoveraner und preußischer Zeit, archiviert und zur Einsicht für Nutzer vorgehalten. Bis 1998 hatte es seinen Sitz im Kreishaus an der Bremer Straße (heute Finanzamt Verden). Dann zog es mit der Kreisverwaltung in die ehemalige Kaserne (Baujahr 1937) an der Lindhooper Straße.
Der Hauptanteil des Archivguts besteht aus den Überlieferungen der alten Ämter Achim (1852–1885; Gogericht Achim bis 1852), Ottersberg (bis 1852), Verden (bis 1885), Westen-Thedinghausen (1681–1852), Westen (1852–1859), daneben auch der Ämter Schwarme, Bruchhausen, Hoya, Rotenburg und Zeven sowie Überlieferungen der Kreise Achim (1885–1932) und Verden (1885 bis zur Gegenwart).
Die Bestände – einschließlich der Archivbibliothek ca. 600 laufende Regalmeter – beinhalten Akten, Amtsbücher und Urkunden vom 16. bis 20. Jahrhundert, Karten, einige wenige alte Ausgaben der regionalen Zeitungen, Plakate und Nachlässe von einzelnen Privatpersonen (u. a. von Fritz Garvens), Firmen oder von Verbänden, Vereinen und sonstigen Gruppen.
Die Präsenzbibliothek beinhaltet ca. 7100 Medien, darunter auch viele Festschriften diverser Vereine aus dem Kreisgebiet. Der Bestand ist im GBV/K10plus-Verbundkatalog nachgewiesen.
Mit Hilfe des Kreisarchivs sind Veröffentlichungen über historische Abläufe unter anderem der Verwaltung, über den Straßenbau, die Ortsentwicklung, die Entwicklung des Schulwesens und viele mehr im Landkreis möglich.
Das Kreisarchiv publiziert jährlich das „Jahrbuch für den Landkreis Verden“ und verfügt über eine eigene Schriftenreihe. Seine Findmittel werden auch online im Archivinformationssystem Niedersachsen und Bremen (Arcinsys) präsentiert.